# 米亚内
米亚内（義大利語：Miane），是意大利威尼托大区特雷维索省的一个市镇。总面积30.93平方公里，人口3552人，人口密度114.8人/平方公里（2009年）。国家统计（ISTAT）代码为026042。